# 六氟合钴(IV)酸铯
六氟合钴(IV)酸铯是很少见的Co(IV)配合物，化学式为Cs
2CoF
6。它可以由氟气与Cs
3CoCl
5反应制得，磁矩为2.97玻尔磁子，与高自旋或低自旋都明显不符，因此有化学家认为其中并不存在Co(IV)。
它具有立方K2PtCl6结构，晶格常数a = 8.91 Å，Co-F键键长为1.73 Å。它的铁磁性十分复杂，其中Co(IV)的基态可表示2T2。